# Another Part of Me
Another Part Of Me er en sang fra Michael Jacksons Bad-plade. Sangen er nummer seks på tracklisten. Sangen handler om, at vi alle kan gøre en forskel her i verden, også selvom vi ikke giver lige så store bidrag, som Michael Jackson gør. Ifølge interviewet med Quincy Jones ville Michael hellere have Streetwalker med, men det endte med, at Another Part Of Me kom med alligevel.
Sangen er også en del af soundtracket fra kortfilmen Captain EO fra Disney, som Michael spillede hovedrollen i.
| Musik | Spire Denne musikartikel er en spire som bør udbygges. Du er velkommen til at hjælpe Wikipedia ved at udvide den. |